# استان ماروپون
استان ماروپون (به اسپانیایی: Provincia de Morropón) یک استان در پرو است که در منطقه پیورا واقع شده‌است. استان ماروپون ۳٬۸۱۷٫۹۲ کیلومتر مربع مساحت و ۱۶۳٬۱۸۱ نفر جمعیت دارد.

## استان های همسایه
- شمال استان آیاباکا
- شرق استان اوئانکابامبا
- جنوب منطقه لامبایکه
- غرب استان پیورا